# Indian River County
Indian River County is een county in de Amerikaanse staat Florida.
De county heeft een landoppervlakte van 1.303 km² en telt 112.947 inwoners (volkstelling 2000). De hoofdplaats is Vero Beach.